# Вангел Каунджиев
Вангел Каунджиев – Ченгеля е български футболист, нападател.

## Биография
Каунджиев играе за Ботев (Пловдив) от 1927 до 1942 година. В своята дългогодишна кариера участва в 156 мача и 74 гола за градското и областно първенство на Пловдив и в държавното първенство на България, в 10 приятелски международни срещи с 4 гола и в над 200 неофициални мача само с екипа на Ботев (Пловдив). Шампион и носител на купата на страната през 1929 година, 3-то място през 1930 година. Участник в първенството на първата Национална футболна дивизия през 1937/1938 година. Има 4 мача за А националния отбор. Носител на Балканската купа в Белград през 1932 година. Като ляво крило Вангел Каунджиев изпъква с бързината си.